# Évrard II Radoul
Évrard II Radoul, décédé en 1159 ou après, était un châtelain de Tournai, seigneur de Mortagne. 

## Filiation
De son mariage avec Richilde, fille cadette de Baudouin III, comte de Hainaut, et de sa femme Yolande de Gueldre, ils eurent cinq enfants :
- Baudouin, mort jeune, avant 1160 ;
- Evrard III Radoul ;
- Godefroi ;
- Yolande de Tournai (+ 1160 ou après), mariée à Roger III de Wavrin ;
- Ida de Mortagne (+ vers1147) (fille, ou plutôt sœur d'Evrard Radoul II ? ; si c'est sa sœur : deux enfants d'Evrard Radoul Ier), mariée à Gauthier Ier d'Oisy (vers 1110-1147), seigneur d'Avesnes.

## Sources
- Châtelains de Tournai sur le site Fondation pour la généalogie médiévale (en anglais);